# Пория
Пория (ивр. פוריה‎) — израильская государственная больница, расположенная в районе хребта Пория между городом Тверия и посёлком Пория-Илит. Полное официальное название больницы «Медицинский центр „Пория“ имени Баруха Паде».

## История
Больница «Пория» была создана в качестве замены госпиталя Швейцера и родильного дома при Шотландской церкви в Тверии.
В апреле 1959 года в больнице было открыто родильное отделение, одновременно с закрытием родильного дома при Шотландской церкви. Родильное отделение было создано благодаря пожертвованиям из диаспоры. В итоге к 1960 году в больнице работало около 190 сотрудников и она была рассчитана на 165 коек.

## Современность
На протяжении многих лет больница «Пория» развивалась из небольшого медицинского учреждения в большой медицинский комплекс, который предоставляет услуги практически во всех медицинских профессиях, за исключением нейрохирургии. В области оральной и челюстно-лицевой хирургии больница используется в качестве общегосударственной больницы.
Больница «Пория» обслуживает около 100 000 населения, проживающих в Тверии, южных Голанских высотах, долине Иордана, Региональном совете Нижней Галилеи, Региональном совете долины Бейт-Шеан, северных общинах долины Иордании и в арабских деревнях этого района. Больница также обслуживает солдат АОИ, служащих в этом районе, а также солдат ООН, размещённых на Голанских высотах и Южном Ливане, штаб-квартира которых находится в Тверии.
В 2024 году планируется завершение основных строительных работ в новом корпусе больницы, совмещающим в себе все основные направления деятельности комплекса. Работы проводятся различными компаниями.